# 盧巨川
盧巨川（1921年—2016年5月5日），廣州出生，廣東省新會縣人。廣州華國美術學校西畫系畢業，廣西省藝術師資訓練班高級年製結業。離校後曾在廣西藝術館繼續研究，並担任英國新聞處畫家多年。自1945年起，長期從事藝術教育工作，先後擔任中學、師範、美專及大專院校教職，並担任香港的嶺海藝術專科學校校長。近年退休後，仍繼續從事創作。

## 生平
小時候因為腦部受傷，父親怕他將來無法在社會生存，又見他喜歡畫畫，便把他送到廣西藝術學院。後來受到徐悲鴻的影響，從事藝術教育工作。
1938年，在廣西藝術學院畢業。
1941年，中華全國美術會會員、中華全國木刻界抗敵後援會會員。
1948年，成為香港的人間畫會會員。
作品入選全國美術作品展覽、亞洲藝術節、香港當代藝術雙年展等，並舉行多次個展及聯展，美國國際文化交流署爲其舉行個人作品回顧展。作品先後在國内多個省市展出，及在美國、加拿大、日本等多個城市展覽，爲香港藝術館及名家私人收藏。
曾先後應中國美術家協會及國家教委邀請，回内地考察藝術教育、寫生及在絲綢之路一帶考察石窟藝術，並和國内高等美術院校、畫院等交流創作經驗。
著述有《鋼筆畫畫法》、《構圖縱横談》、《盧巨川鋼筆畫選集》等，《中國美術》爲其作品出版專頁特輯。
經常在報刊撰寫美術評介及擔任公開比賽的美術評判。
2000年，獲得中華人民共和國文化部頒授「藝術大師」榮譽稱號。
近年爲香港畫家聯會名譽會長，香港美術家協會理事，香港美術研究會主席、副主席，廣西詩書畫金石研究會榮譽顧問，石濤藝術學會名譽理事，庚子畫會會員，桂林文化名城研究顧問及香港多間藝術社團顧問等。
2016年5月5日，盧巨川老先生逝世，享年96岁。